# Нарай (село)
Нарай (кирг. Нарай) — село в Ноокатском районе Ошской области Кыргызстана. Входит в состав Он-Эки-Бельского айылного аймака.

## География
Село расположено в западной части области, на левом берегу реки Абшир-Сай, на расстоянии приблизительно 20 километров (по прямой) к западу от города Ноокат, административного центра района. Абсолютная высота — 1308 метров над уровнем моря.

## Население
Согласно оценочным данным Национального статистического комитета Кыргызской Республики, численность населения села на начало 2023 года составляла 1693 человека.
| год     | 2009 | 2014 | 2015 | 2020 | 2021 | 2023 |
| ------- | ---- | ---- | ---- | ---- | ---- | ---- |
| человек | 2261 | 2482 | 2603 | 1527 | 1539 | 1693 |